# Albanija na Pesemi Evrovizije 2012
Albanija na Pesemi Evrovizije 2012.

## Rezultati Glasovanja
| #  | Izvajalec            | Pesem                      | Avtorji                                  | Točke | Uvrstitev |
| -- | -------------------- | -------------------------- | ---------------------------------------- | ----- | --------- |
| 1  | Bojken Lako & Breza  | "Të zakonshëm"             | Bojken Lako / Bojken Lako                | 18    | 10        |
| 2  | Saimir Braho         | "Ajër"                     | I. Kurti & Saimir Braho / Ilir Dangellia | 50    | 3         |
| 3  | Marjeta Billo        | "Vlen sa një jetë"         | Arben Duka / Klodian Qafoku              | 0     | 14        |
| 4  | Hercina Matmuja      | "Aty ku më le"             | Agron Tufa / Shpëtim Kushta              | 0     | 14        |
| 5  | Xhensila Myrtezaj    | "Lulet mbledh për hënën"   | P. Papingji / Genti Lako                 | 8     | 13        |
| 6  | Toni Mehmetaj        | "Ëndrra e parë"            | Agim Doçi / Edmond Zhulali               | 10    | 12        |
| 7  | Iris Hoxha           | "Pa ty"                    | L. Shqiponja / Edmon Rrapi               | 19    | 9         |
| 8  | Gerta Mahmutaj       | "Pyete zemrën"             | Rozana Radi / Flamur Shehu               | 0     | 14        |
| 9  | Bashkim Alibali      | "Këngën time merr vehtë"   | Jorgo Papingji / Bashkim Alibali         | 0     | 14        |
| 10 | Altin Goci           | "Kthehem prap"             | K. Shehu / Altin Goci                    | 38    | 5         |
| 11 | Elton Deda           | "Kristal"                  | Sokol Marsi / Elton Deda                 | 55    | 2         |
| 12 | Endri & Stefi Prifti | "Iluzion"                  | Timo Flloko / Voltan Prodani             | 25    | 6         |
| 13 | Rona Nishliu         | "Suus"                     | Rona Nishliu / Florent Boshnjaku         | 77    | 1         |
| 14 | Kamela Islamaj       | "Mbi yje"                  | I. Sojli / Alban Male                    | 25    | 6         |
| 15 | Frederik Ndoci       | "Oh... jeta ime"           | Frederik Ndoci / Lejla Agolli            | 0     | 14        |
| 16 | Mariza Ikonomi       | "Më ler të të dua"         | Jorgo Papingji / Sokol Marsi             | 13    | 11        |
| 17 | Elhaida Dani         | "Mijëra vjet"              | Sokol Marsi / Endri Sina                 | 0     | 14        |
| 18 | Rudina Delia         | "Më kërko"                 | Rudina Delia / Luan Zhegu                | 0     | 14        |
| 19 | Samanta Karavello    | "Zgjomë një tjetër ëndërr" | Pandi Laço / Gent Myftaraj               | 47    | 4         |
| 20 | Dr. Flori            | "Personale"                | Dr. Flori / Dr. Flori                    | 21    | 8         |